# Afrothismia amietii
Afrothismia amietii là một loài thực vật có hoa trong họ Burmanniaceae. Loài này được Cheek mô tả khoa học đầu tiên năm 2007.